# Pachylepis juniperoides
Pachylepis juniperoides är en cypressväxtart som först beskrevs av Carl von Linné, och fick sitt nu gällande namn av Adolphe-Théodore Brongniart. Pachylepis juniperoides ingår i släktet Pachylepis och familjen cypressväxter. Inga underarter finns listade i Catalogue of Life.